# Aeterni regis
Æterni regis est une bulle pontificale édictée par le pape Sixte IV le 21 juin 1481, entérinant la partie du traité d’Alcáçovas conclu en 1479 entre le Portugal et la Castille. 

## Contexte
Le traité d'Alcaçovas met fin à la guerre de Succession de Castille (1475-1479), mais règle aussi les problèmes relatifs aux territoires d'outre-mer, alors que le Portugal est depuis 1415 engagé dans une entreprise d'exploration progressive des côtes de l'Afrique et se sont aussi installés à Madère et aux Açores. 
En 1481, les Portugais sont allés bien au-delà du fleuve Congo et ont établi plusieurs comptoirs commerciaux en vue d'échanges avec les populations locales (Arguin, Elmina).
Le pape est déjà intervenu au sujet de cette opération, par les bulles Dum Diversas (1452) et Romanus pontifex (1455), accordant au Portugal l'exclusivité de l'exploration de l'Afrique.

## Contenu de la bulle
La bulle Aeterni regis confirme que les îles Canaries sont une possession du royaume de Castille, que les Açores et Madère sont des possessions du Portugal.
Elle accorde au Portugal toutes les terres qu'ils pourraient conquérir au sud des îles Canaries, et ce jusqu'aux « Indes »[réf. nécessaire] (l'Asie orientale : Inde, Chine, Japon, etc.), à condition de les évangéliser.

## Suites
Les Portugais atteignent le cap de Bonne-Espérance en 1488 (Bartolomeu Dias).
En 1492, Christophe Colomb, naviguant pour la Castille vers les Indes à travers l'océan Atlantique, atteint des îles des actuelles Bahamas, dont il prend possession, en croyant être aux Indes, au nom d'Isabelle la Catholique. Mais ces îles sont situées à une latitude plus au sud que les Canaries : au retour de Colomb, elles sont donc revendiquées par Jean II, roi du Portugal, en vertu de la bulle Aeterni regis. Ce conflit potentiel provoque de nouvelles interventions pontificales, notamment la conclusion du traité de Tordesillas (1494).
Les Portugais sont finalement les premiers à atteindre les Indes par l'océan Indien en 1498 (Vasco de Gama), permettant une liaison maritime directe de l'Europe aux Indes, indépendante de la liaison par le monde musulman (Méditerranée-océan Indien).

### Concernant les grandes découvertes
- Dum Diversas (1452),
- Romanus pontifex (1455),
- Dudum siquidem (1493),
- Inter caetera (1493)
- Traité de Tordesillas (1494)

### Concernant les problèmes du colonialisme
- Droit des peuples autochtones
- Terra nullius, Doctrine de la découverte, Colonialisme, Colonisation,
- Études postcoloniales, Études décoloniales